# Rhopalocarpus
 Pour Rhopalocarpus Teijsm. & Binn.ex Miq. (1865), voir Anaxagorea.
Genre
Classification APG III (2009)
Synonymes
- Sphaerosepalum Baker

Rhopalocarpus est un genre de plantes à fleurs de la famille des Sphaerosepalaceae.
La plupart des espèces sont des arbres. Elles sont endémiques de Madagascar.

## Étymologie
Le nom vient de la forme en massue du fruit.

## Liste des espèces
Selon NCBI (22 juin 2010) :
- genre Rhopalocarpus Bojer (1846)
  - Rhopalocarpus lucidus
  - Rhopalocarpus sp. 'M.F.F. 11-13-97'
  - Rhopalocarpus sp. Chase 906

Selon Tropicos (13 octobre 2016) il y a 17 noms d'espèces acceptés :
- Rhopalocarpus alternifolius (Baker) Capuron
- Rhopalocarpus binervius Capuron
- Rhopalocarpus coriaceus (Scott-Elliot) Capuron
- Rhopalocarpus crassinervius (Capuron) G.E.Schatz, Lowry & A.-E.Wolf
- Rhopalocarpus excelsus Capuron
- Rhopalocarpus longipetiolatus Hemsl.
- Rhopalocarpus louvelii (Danguy) Capuron
- Rhopalocarpus lucidus Bojer
- Rhopalocarpus macrorhamnifolius Capuron
- Rhopalocarpus mollis G.E.Schatz & Lowry
- Rhopalocarpus parvifolius (Capuron) G.E.Schatz, Lowry & A.-E.Wolf
- Rhopalocarpus randrianaivoi G.E.Schatz & Lowry
- Rhopalocarpus similis Hemsl.
- Rhopalocarpus suarezensis Capuron ex Bosser
- Rhopalocarpus thouarsianus Baill.
- Rhopalocarpus triplinervius Baill.
- Rhopalocarpus undulatus Capuron

## Publication originale
- Wenceslas Bojer, Procès-Verbaux Soc. Hist. Nat. l'Ile Maurice: 149 (1846).